# 梅洛瓦特卡农村居民点 (伏尔加格勒州)
梅洛瓦特卡农村居民点（俄语：Меловатское сельское поселение）是俄罗斯联邦伏尔加格勒州日尔诺夫斯克区所属的一个农村居民点。其下辖有1个居民点，行政中心为梅洛瓦特卡。据2016年统计，该农村居民点的人口为292人。